# 龙尔甲乡
龙尔甲乡（藏語：གདོང་བརྒྱད，威利转写：gdong brgyad），是中华人民共和国四川省阿坝藏族羌族自治州马尔康市下辖的一个乡镇级行政单位。

## 行政区划
龙尔甲乡下辖以下地区：
尕渣村、尕脚村、石木留村、木尔渣村、蒙岩村、干木鸟村和二茶村。